# La Folliaz
La Folliaz es una comuna suiza del cantón de Friburgo, situada en el distrito de Glâne. La comuna se encuentra dividida en dos partes, la primera, limita al norte con la comuna de Torny, al este con La Brillaz y Chénens, al sur con Villorsonnens y Villaz-Saint-Pierre, y al oeste con Châtonnaye. La segunda parte limita al noreste y este con Villaz-Saint-Pierre, al sur y oeste con Romont, y al noroeste con Villarzel (VD).
La comuna es el resultado de la fusión el 1 de enero de 2005 de las antiguas comunas de Lussy y Villarimboud.